# Wai-Wai
Wai-Wai (Uaiuai, Waiwái, Waiwai, Waiwáiyi, Woyawai, Woyawai, Woiawai, Waiwé), pleme Cariban Indijanaca nastanjeno u južnoj Gvajani i susjednim predjelima brazilske države Pará, Amazonas i Roraima, danas na rezervatima Área Indígena Wai-wai, Terra Indígena Trombetas-Mapuera i Área Indígena Nhamundá-Mapuera.

## Ime
Ime Wai-Wai wapisianski je naziv za tapioku, a u Brazilu ih nazivaju i Indios dos Tapioc. Sami sebe Wai-Wai nazivaju Wewe (Nicholas Guppy), odnosno  'ljudi koji žive u šumi' .

## Sela
Wai-Wai su imali 4 sela u bivšoj Birtanskoj Gvajani i nekoliko u Brazilu. Guppy spominje poimence:
- Wakakulu.- Selo koje je posjetio Farabee, nalazilo se na rijeci Iraiwau.
- Yakka-Yakka.- iznad ušća rijeke Onoro.
- Yawarda.- najjužnije selo u Gvajani koje je dobilo ime po bodljikavim palmama koje rastu u blizini.

## Etnografija
Kuće
Wai-Wai su polunomadsko pleme naseljeno u kišnoj šumi koje se bavi obradom tla tipa posijeci-i-spali i lovom na majmune i ptice s puhaljkama i lukom i strijelom. U lovu se koriste otrovima kojim premazuju vrške strijela. 
U vrijeme dolaska Nicholasa Guppya na području Gvajane su imali 4 sela, od kojih je autor posjetio Yakka-Yakku u Yawardu. Sela su im malena od jedne ili dvije velike kolektivne kuće, u kojima stanuje po nekoliko obitelji. Kuće su čunjastog oblika i pokrivene slamom, visoke oko 25 stopa (7,6 metara). Vrh kuće ima na sebi otvor s natkrivenim čunjem, tako da dim ima slobodan prolaz, i da kiša ne može padati unutra. Selo se gradi na malenoj krčevini, a u blizini se nalaze i nasadi s kasavama, šećernom trskom, yam, banane i drugo bilje.
Unutrašnjost kuće ima oko 30 stopa u promjeru, sa zemljanim podom. Svaka obitelj ima vlastito ognjište koje se sastoji od nekoliko kamenova s metalnom rešetkastom ili glinenom pločom. Kreveti Wasi-Waia su viseće ležaljke (=hamaci) razapeti između krovnih stupova. Obitelji ležaljke postavljaju slojevito, i žena je pri dnu, jer ona mora neprestano ustajati i dodavati drvo na vatru, dok se djeca nalaze na najvišem hamaku. Sa stropa i veznih kosih krovnih greda vise konopci dugi 15 do 20 metara, na kojima Indijanci vješaju hranu, kako ne bi bila na dohvat pasa, po kojima su poznati kao i njihovi prethodnici Taruma Indijanci čiji su psi bili istrenirani za lov.
Lov i ribolov
Wai-Wai se u lovu služe lukom i strijelom a lovina su majmuni, tapir, bizamske svinje, aligator, kapivara (capibara; Pteroneura brasiliensis), velika riječna riba, španjolski nazivana Lobo del Rio. Ako lov bude uspješan, Indijanci su veoma neracionalni u raspolaganju lovinom, pa sve odjenom pojedu. Ribu također love lukom i strijelom. U ovim vodama živi grgeč i riba himera (Macrodon trahira), naoružana zubima, koja ne preže ni napadom na čovjeka. 
Luk Indijanci izrađuju od zmijskog drveta (Snakewood; Piratinera guianensis) a strelice su duge 5 do 7 stopa (1,5–2 m.), izrađene od stabljike biljke aru-aru (Gynerium sagittatum)
Vršci strijela su otrovni izrađeni od jedne vrste bambusa koji raste na ušću rijeke Rappu, pritoke Essequiba, koja je dobila ime po njima. Stabljike rappu-bambusa Indijanci suše iznad vatre i koriste kao vrške strijela. Divlje životinje, kao što su svinje, pogodak ove strelice odmah paralizira, i čini je nepokretnom. 
Puhaljka (etnolozima poznata i kao serbatana), kod Wai-Waia se izrađuje od malene palme yurua, ali samo djelomično. Wai-Wai je sijeku i očiste od sitnih dlačica s bodljika koje izazivaju svrbež ,suše i vežu, pa ih šalju na daljnju obradu plemenima Makusi, Patamona, Arecuna i Akawai, koji je dube, izravnavaju i u njih provlače unutarnje glatke ravne cijevi, koje dolaze trgovačkim putovima od drugih plemena.
Kuhinja
Glavna hrana Indijanaca je 'cassawa', koja se dobiva od otrovne manioke. Osnovni pribor za njezino dobivanje su ribeži kojima se manioka nastruže, izrađeni od daske mekanog drveta u koje se zabijaju sićušni komadići kamena, pet do šest tisuća, u jedan ribež. Po ovim ribežima Wai-Wai su postali slavni, i oni su im glavni izvozni artikl, i veoma tražena roba kod drugih indijanskih plemena, od kojih zauzvrat dobivaju robu koje nemaju, otrov 'curare', nožići, kuglice, i druga tvornička roba koja se vrti neprestano u krug, i tako dolazi i do najudaljenijih plemena. 
Najomiljenije meso koje Wai-Wai vole okusiti za svojim  'stolom'  je aligator, koje su gotovo istrijebili na rijeci Essequibo, pa su već postali rijetki i na Kassikaityu.
Kod Wai-Waija postoji i ribolov pomoću otrova koji se dobije od povijuše Lonchorcarpus, a dobiva se tako da se sakupi mnoštvo korijenja i stabljiki koje se usitne u sitne komadiće. Ova smjesa poprima neugodan miris i njime se napuni pola tuceta košara kojime se zatruje potočić. kad se pune košare ove nagnječene mase potope u vodi, iz njih iscuri mliječni sok od koje voda postaje ne prozirna i bjeličasta, nakon čega riba ispliva na površinu, kako bi izbjegla gušenje. nakon ovoga Indijanci poskaču u vodu i pokupe ribu koja je ostala ležati na boku.
Brak
Wai-Wai su što se tiče braka i nekih neobičnih običaja, pomalo nalik Eskimima. I jedni i drugi prakticiraju ubijanje djevojčica. Guppy koji dolazi sredinom 20. stojeća među Wai-Waie, opaža neobično malen broj žena u plemenu. Razlog je očito često ubijanje djevojčica koje nisu bile poželjne, što je dovelo do toga da je počela opadati sama populacija, i pojava same poliandrije. Wai-Wai-žena ima više muževa, obično dva, koji su redovito ljubomorni jedan na drugoga, i ona nikada ne govori tko je otac djeteta, iz straha da dijete ne ubije onaj drugi. Žena u društvu nije baš na visokom položaju, i Indijanci je gostu nikada ne predstavljaju.
Zabrana izgovora imena
Kod Wai-Waia običaj je ne spominjati na glas ime neke osobe, da se ne bi privukli zli duhovi. Ako želimo spomenuti neku osobu to se radi tako, kaže Eoka, Guppyjev Wai-Wai informant, da se ta osoba opiše riječima n.n.-ov otac, odnosno otac toga i toga. nešto slično nalazimo po raznim krajevima svijeta, gdje kada muškarac dobije dijete, njega prestanu zvati vlastitim imenom, nego ga nazivaju, otac toga i toga. Kod zajednica kod kojih je zabilježen ovakav običaj razlog je vjerojatno isti koji je na to ponuka i Wai-Wai Indijance.
Odjeća
Odjeća Wai-Waia je oskudna i sastoji se od crvenih krpa (pregača) koje nose oko bokova, ukrašene perjem i sedefaste naušnice od ljuski riječnih školjaka, ukrašenih perjem. Kosu muškarci sprijeda i straga vežu u šiške i straga još pletu u pletenice duge do pasa koju provlače kroz cijev bambusa.
Žene nose kecelje ukrašene kuglicama i obrubljene crvenim i žutim perjem. na nogama i rukama imaju vrpce od kuglica ili crvene tkanine i naušnice od školjaka i perja. Kosu žene podrežu straga do ramena i slobodno je raspuštena.

## Povijest i budućnost
S Wai-Waima u kontakt dolazi njemački istraživač Robert Hermann Schomburgk u prosincu 1837, kada je angažiran na označavanju granica Britanske Gvajane, William Curtis Farabee i Nicholas Guppy. Wai-Wai počinju s izumiranjem što zbog prethodnog običaja ubijanja djevojčica, što zbog slabe plodnosti kod oba spola izazvane, prema Dr. Jonesu, kroničnom malarijom. Sudbinu izumiranja doživljavala su istovremeno i plemena Parukutu ili Barokoto, Mawayana i Catawian (Katuena) koji su se priključivali Wai-Waima, ženili njihove žene i preuzeli jezik wai-wai, tako da su domaćini ojačali prilivom preživjelih pripadnika plemena koja su nestajala .
Današnji Wai-Wai mješanci su ovih plemena koja su preuzela jezik i ime. Prema SIL-u ,(1986) ima ih 1,058 u obje države.

## Vanjske poveznice
- Wai-Wai Indians
- Waiwai  Arhivirana inačica izvorne stranice od 2. listopada 2006. (Wayback Machine)
- "Wai Wai Through The Forests North Of The Amazon"